# Psyrassa graciliatra
Psyrassa graciliatra là một loài bọ cánh cứng trong họ Cerambycidae.